# ラヴレンチー・ベリヤ
ラヴレンチー・パーヴロヴィチ・ベリヤ（ロシア語: Лавре́нтий Па́влович Бе́рия, ラテン文字転写: Lavrentij Pavlovich Berija, ロシア語発音: [lɐˈvrʲenʲtʲɪj ˈpavləvʲɪdʑ ˈbʲerʲɪjə] ラヴリェーンチイ・パーヴラヴィチュ・ビェーリヤ、ジョージア語: ლავრენტი პავლეს ძე ბერია, ラテン文字転写: lavrent'i beria, グルジア語発音: [ˈɫavɾentʼi ˈbeɾia]; 1899年3月29日 - 1953年12月23日）は、ソビエト連邦の政治家。閣僚会議副議長（1946年 - 1953年）、内務人民委員 （1938年 - 1958年）及び内務大臣（1953年）などの役職を歴任し、スターリン体制を支えた。最高階級はソ連邦元帥であり、民族的にはミングレル人である。しばしばジョージア語の発音に近い「ラヴレンティ・ベリア」とも表記される。

## 概要
ヨシフ・スターリンの大粛清の主要な執行者とされている。彼の影響力が最高潮に達したのは、第二次世界大戦後からスターリンの死後にかけてであった。「エジョフシチナ」として知られるニコライ・エジョフによる大粛清の恐怖と猛威のもとでエジョフを失脚させて権力を握り、自らも粛清に加担した。スターリンの死後は第一副首相兼内相として実質的な最高権力者となり自由化推進のキャンペーンを実施したが、失脚して裁判で死刑判決を受けて銃殺刑に処せられた。

## 生涯

### 生い立ち
1899年3月29日にロシア帝国のメルヘウリ にて、小作農のパーヴェル・フハエヴィチ・ベリヤの息子として誕生する。ベリヤはグルジアの少数民族のミングレル人であり、グルジア正教会の一家で育ち、またその会員であった。母のマルタ・イワノヴナは、ベリヤの父のパーヴェルと結婚する前に夫を亡くした寡婦であった。母のマルタは信仰心が厚く、生涯で多くの時間を教会に通うことに費やし、その教会で亡くなった。ベリヤにはアンナという名の妹がおり、生まれつき聴覚が不自由であった。ベリヤ自身による経歴では自分の妹・姪についてのみ言及されており、ミヘウリを去った後に自分の兄（もしくはほかの兄弟）は死亡もしくは関係が途切れたことをほのめかしている。
ベリヤはスフミの工業学校を卒業し、バクーの工業高等専門学校で学びながら、1917年3月にボリシェヴィキ（ソビエト連邦共産党の前身）に入党したと主張している。学生のベリヤは数学と科学で優秀な成績を収める。履修課程の大部分は石油産業についてであった。それ以前にはバクーの反ボリシェヴィキのミュサヴァト党でも活動していた。1920年4月にバクーが赤軍に占領された後、ベリヤは「銃殺と代替要員の準備をする時間がない」という理由で処刑を免れた。これはセルゲイ・キーロフが仲介した可能性もある。刑務所にいる間に彼はニーナ・ゲゲチコリ（Нина Гегечкори）という女性（同房者サーシャ・ゲゲチコリの姪）と恋に落ち、列車に乗って駆け落ちした。ニーナは貴族家系で、科学の教育を受けていた（経済学を学んで銀行で働いていたとも）。

### 政治活動
1919年にアゼルバイジャンにて保安業務の仕事に就く。1920年にレーニンが創設した秘密警察・チェーカーに加わる。当時グルジアにて、赤軍に後押しされたボリシェヴィキ党員による反乱と、赤軍によるグルジア侵略が勃発した。グルジア・ソビエト社会主義共和国のメンシェビキ党員による敗北に終わったこの戦争にはチェーカーが深く関与していた。ベリヤはグルジアやアゼルバイジャンにて反革命分子の抹殺に辣腕を振るう。
1922年にはチェーカーの後身であるGPUのグルジア支部長代理に就任し、1926年には正式に支部長となる。同年にはグルジアのOGPU長官にもなった。同年、グルジアの出身であるスターリンに初めて会見して目をかけられるようになった。以来、彼はスターリンと同盟を組み、共産党およびソヴィエト政権内で実力者となっていく。1924年8月のグルジアでの民族主義者による暴動において、ベリヤは最大で10000人の人々を処刑し、反乱を鎮圧させた。

### 権力の掌握
この“仮借なきボリシェヴィキ”の働きにより、ベリヤは赤旗勲章を受賞し、トランスコーカシアOGPUの秘密警察長官に任ぜられた。この間に、ベリヤはグルジア・ボリシェヴィキのメンバー、とくに当時グルジア共和国の教育相であったガイオズ・デヴダリアニへの攻撃を開始した。デヴダリアニの2人の兄弟グルジュ（George)とシャラヴァ（Shalva）（当時彼らは、グルジアのチェーカーと共産党内で重要な地位を占めていた）がベリヤの命令で処刑され、ガイオズは最終的に悪名高い刑法58条の反革命活動の嫌疑をかけられ、1938年にNKVD（内務人民委員部）のトロイカによって処刑された。グルジアを離れてからも、ベリヤはグルジア共和国共産党を実質的に支配し続け、それは1953年7月まで続いた。1931年にはグルジア共産党第一書記に、さらに1934年には党中央委員に就任して中央政治に転じた。
1935年頃のベリヤはスターリンが最も信任する部下の1人であった。彼は「トランスコーカサスにおけるボリシェヴィキ組織の歴史について」という極めて長い演説（その後出版された）により、スターリンの側近としての地位を固めた。その演説の中で、ベリヤはスターリンのトランスコーカサスでの役割を強調するために、ザカフカス人のボリシェヴィズムの歴史の改竄を行った。
1934年にセルゲイ・キーロフがレオニード・ニコラエフによって暗殺され、スターリンによる権力の掌握、共産党と政府による粛清が始まると、ベリヤはトランスコーカサスでの粛清を開始した。彼は政情不穏なトランスコーカサス共和国において、かつての怨恨を晴らすために、この粛清の機会を利用したのである。1937年6月に彼は演説で「人民の意志、レーニンとスターリンの党の意志に反抗を企てる者たちは容赦無く粉砕されるであろうことを、我々は敵に知らしめねばならない」と述べた。

### 大粛清

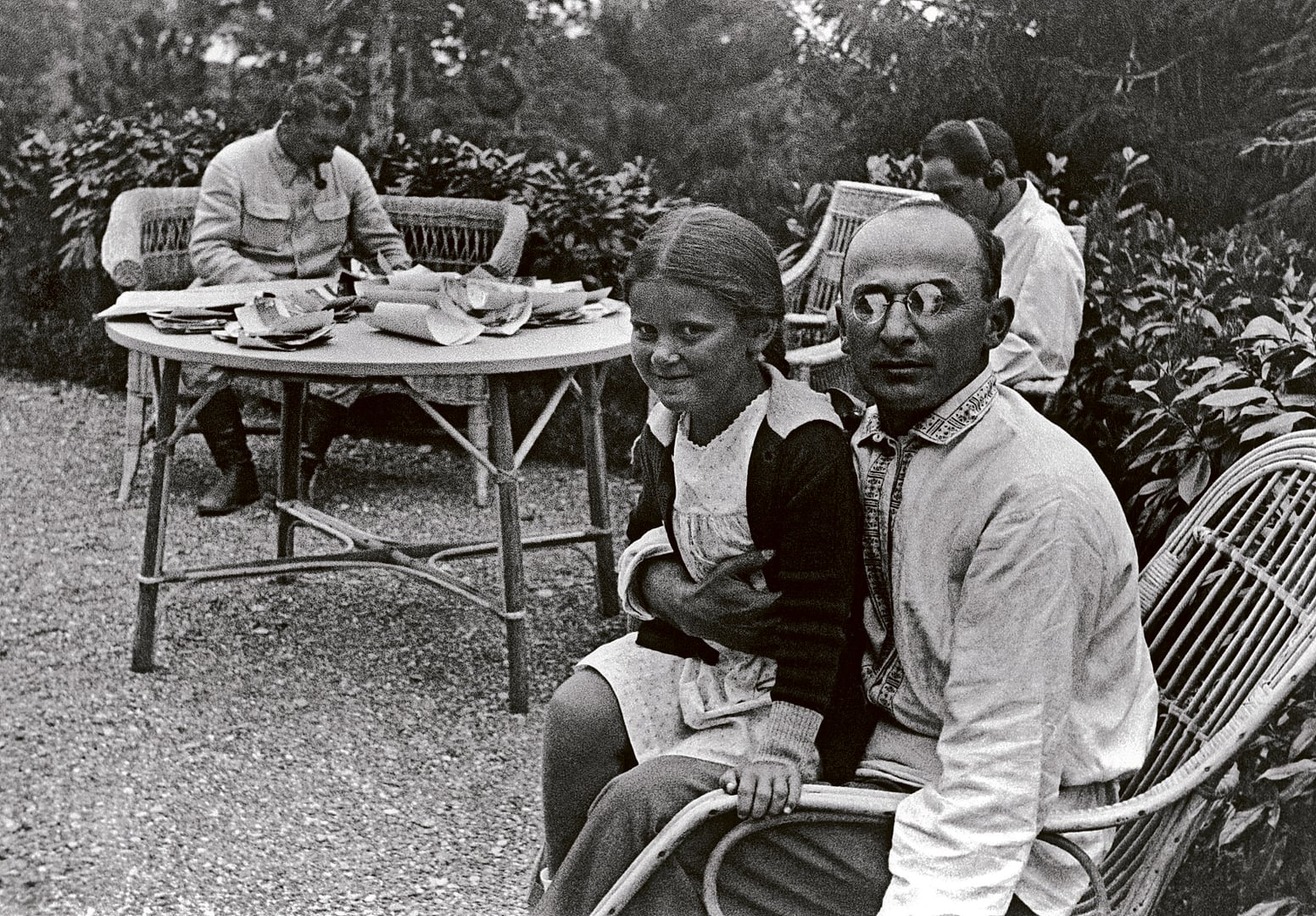
スターリン(左奥)、ラコバ（右奥）と。ベリヤが膝に乗せているのはスターリンの娘のスヴェトラーナ。

1938年8月にスターリンはNKVDの議長代理としてベリヤをモスクワに送り込んだ。NKVDはソヴィエト連邦の治安と警察権力を統轄する組織であった。当時NKVDは、内務人民委員部（1934年にGPUはここに統合された）の長官ニコライ・エジョフのもと、数百万人もの人々に及んだ大粛清として知られる「ソヴィエト連邦と人民の敵（とみなされた者）」の告発活動に従事していたが、粛清が余りに過剰であったため、ソヴィエト国家、経済、軍隊の基盤にダメージをもたらした。スターリンによる大粛清の最中、スターリンは粛清の実行者であったエジョフを遠ざけるようになり、代わってベリヤが1938年8月22日にエジョフの内務人民委員代理に任命され、徐々にエジョフに代わって粛清の指揮をとるようになる。11月25日には正式にエジョフが内務人民委員を解任されてベリヤが内務人民委員となり、エジョフやその配下の機関員たちを粛清して、大粛清の総仕上げにあたった。スターリンは、（エジョフによる）粛清の行き過ぎを抑える決定を下し、同年9月にベリヤがNKVD内の連邦治安管理局（GUGB）の長官に任命され、ついで11月にはエジョフの後任としてNKVDの議長となった（エジョフは1940年にベリヤの部下に尋問され、銃殺刑に処された）。またNKVDの人員たちも粛清され、人員の半数がコーカサス出身のベリヤに忠実な人物と入れ替わった。
ベリヤの名は大粛清に密接に結び付けられているが、彼が実際にNKVDの議長となったときは、弾圧が緩和された頃であった。ベリヤ着任後に10万人以上の人々が労働キャンプから解放されると共に、大粛清に不正と行き過ぎがあったこと、その責任がエジョフに帰せられることが公式に認められた。ただし、この粛清緩和はあくまで相対的なものであり、その後も逮捕と処刑は継続された。1939年3月にベリヤは政治局員候補となり、最高指導者の1人となっていた。
1940年に粛清のペースが再び加速され始めた。この時期のベリヤはポーランドとバルト三国の占領及び同国の人々の強制移住を指揮した。1941年には内務人民委員部の議長となっており、当時のソ連の警察官僚システムにおいて最高の地位にあった。同年2月に彼は人民委員会議副議長となり、同年6月にナチス・ドイツがソ連に侵入すると、連邦国防委員となった。第二次世界大戦中の彼は主に国内問題に当たり、NKVDの労働キャンプに収容されていた数百万もの人々を、戦時生産活動に使役した。彼はマレンコフと共に武器・航空機・航空機エンジンの生産を監督したが、これがベリヤとマレンコフとの同盟の始まりであり、後に大きな意味を持つことになる。
1941年2月には人民委員会議副議長（副首相）に就任し、独ソ戦中もこの職にあった。彼の配属下にあった部隊は前線で脱走兵の処刑やスパイの摘発などで力を奮った。また、北カフカス地方に赤軍とNKVDを派遣しクリミア・タタール人その他国内の対独協力の嫌疑をかけられたドイツ系少数民族の強制移住を実行。その過程で多くの死者を出し、足手まといになる住民は問答無用に殺害してスターリンから要求された期限を厳守した。さらに、彼は悪名高いカティンの森事件の首謀者であり、シベリア抑留など外国人捕虜を収容する収容所を管轄する最高責任者でもあった。対ドイツ戦終結後の1945年7月9日にソ連邦元帥の階級を得て、翌1946年3月には党政治局員となる。
1944年にベリヤはドイツ軍に協力したとされる、または協力すると疑われた様々な少数民族の処理にあたった。これらの多くの人々はソ連領の中央アジアに移住させられた。同年12月にソ連の原子爆弾開発プロジェクトの監督に当たることになった。この関係で彼はアメリカの核兵器プログラムへの諜報活動を開始し、その結果ソ連は核兵器開発の技術を得て、1949年には核兵器の開発と実験を行うに至った。
しかし彼の最も重要な貢献（そして恐らく彼がこのプロジェクトを課せられた主な理由）は必要な労働力の捻出であった。実際の核開発プロジェクトは、有能な核物理学者グループだけではなく、しばしば危険を伴う様々な作業のために膨大な労働力を必要とした。強制収容所はウラン採掘・ウラン加工施設の建設と稼動・核実験施設の建設のために数十万人もの労働力を提供した。NKVDもこのプロジェクトの安全性と機密保持の確保にあたった。1945年にソヴィエト警察の階級システムが軍隊システムに変更されたことに伴い、ベリヤの階級もソヴィエト連邦元帥に相当するものとなった。彼は軍隊の指揮権を持つことは無かったが、戦時生産の組織化を通じて、第二次世界大戦に於けるソ連の勝利に重要な寄与をすることとなった。さらに東ヨーロッパ系の警察組織もベリヤの支配下に組み込まれ、ベリヤの警察権力は絶頂を迎えた。

### 破滅への予兆
1946年にベリヤはNKVDの議長職から離れたが、スターリンのもとで副首相として国家の治安の全般的な監督をし続けた。だがベリヤの後任となるNKVDのセルゲイ・クルグロフ議長はベリヤの“子分”ではなかった。さらに同年の夏にはベリヤに忠実なメルクーロフがアバクーモフにMGB長官を取って代わられた。クルグロフとアバクーモフは、着任早々治安警察機構の指導部をベリヤ一派以外の人物に置き換えた。その結果ベリヤが掌握している外国諜報部門を除いて、ベリヤ派として生き残ったのはMVD長官代理であるマームロフのみとなった。アバクーモフは重要な業務をベリヤに相談せず、しばしばアンドレイ・ジダーノフと協力して、時にはスターリンの直々の指示のもとに実行するようになった。ある歴史家は、最初は間接的に、しかし時と共に直接的になっていったこれら一連の動きはベリヤを攻撃するためであったと述べている。ベリヤ攻撃の最初の具体的な動きは1946年10月の「ユダヤ反ファシスト委員事件」で始まった。
この事件は最終的にソロモン・ミホエルスの殺害と、他の多くの委員のメンバーの逮捕にまで発展した。この事件はベリヤの権勢に大きな悪影響を及ぼした。彼がこの委員の1942年の創設者であったというだけでなく、彼の取り巻き連中が、この委員の実質的なユダヤ人メンバーに含まれていたためである。ジダーノフが1948年に突然死去すると、ベリヤとマレンコフは共同して、ジダーノフ関係者の粛清を開始した。この事件は、「レニングラード事件」として知られ、2000人以上の人間が処刑された。その中にはジダーノフの代理を務めたアレクセイ・クズネツォフ（Aleksei Kuznetsov）、経済問題のリーダーのニコライ・ヴォズネセンスキー、レニングラード党筆頭、ピョートル・ポポフ、ロシア共和国首相ミハイル・ロジーノフらがいる。
ニキータ・フルシチョフがベリヤとマレンコフへの対抗馬として台頭するのは、ジダーノフの死後である。ジダーノフの死後も反ユダヤキャンペーンは収まらなかった。第二次大戦後の数年間、ベリヤは東欧諸国におけるソヴィエト様式の秘密警察の創設を指揮し、そのリーダーを直接任命したが、これらのリーダーの多くはユダヤ人が占めていた。1948年初め、アバクモーフはこれらのユダヤ人リーダーたちの調査を開始し、ついに1951年11月、プラハにおいてルドルフ・スラーンスキー、ベルドジッヒ・ゲミンデルとその一派が逮捕された。彼らの嫌疑は、総じてシオニズムとコスモポリタニズムであったが、より実質的な嫌疑は、彼らがチェコスロバキアを経由してイスラエルへ武器を供与した、というものであった。ベリヤの立場からすると、この武器供与の嫌疑が最も危険であった。イスラエルへの莫大な援助は、彼の直接の指示によるものだったからである。最終的に、チェコスロバキアの14人のリーダーと11人のユダヤ人が、プラハにおいて裁判にかけられて有罪判決を受けて処刑された。これがプラハ裁判である（同様の調査が、ポーランドやソヴィエトの衛星共和国で進行していた）。
その頃、アバクーモフの後任にセミョーン・イグナチェフが就任した。イグナチェフは、反ユダヤキャンペーンをいっそう強化した。1953年1月13日、プラウダの報道により、ソヴィエトにおける最大規模の反ユダヤ事件が幕を開けた。これは、後に“医師団陰謀事件”として知られる。国内の著名なユダヤ人医師たちの一部が「ソヴィエトの首脳を毒殺した」という理由で告訴・逮捕された。これと平行してヒステリックな反ユダヤプロパガンダキャンペーンが、ソヴィエトのマスメディアを通じて溢れた。最初に37人の医師（内17人がユダヤ人）が逮捕され、逮捕者は数百人にまで伸びた。ソヴィエト国内のユダヤ人の多くは、自分の仕事を解雇されるか、逮捕されるか、強制収容所に連行されるか、処刑された。このとき、スターリンの命令により、MGBはソビエト国内の全ユダヤ人をロシア極東へ強制移住させるか、あるいは虐殺する準備を始めたと主張されている。
さらに、1950年代初めに勃発した「ミングレル事件」(Mingrelian Affair)により、スターリンのベリヤに対する不信感はますます増大する。この事件で、ベリヤと同じミングレル人の党員が標的にされ、グルジアSSRにより粛清された。この事件の影響で、ベリヤの出身地であるグルジア共和国での権力は低下した。そのうえ、ベリヤの性的無分別さの蓄積によって、ベリヤの前任者であるヤゴーダとエジョフのように、スターリンがベリヤを積極的に処分しようとする様子も見られた。
1953年3月1日、スターリンは、フルシチョフ、マレンコフ、ブルガーニン、ベリヤとの徹夜での夕食の夜に倒れ、その4日後の3月5日に死去した。なお、スターリンの死に関しては、決定的な証拠は存在しないものの、1953年当時からベリヤら幹部による謀殺説が根強く存在している。1993年に出版されたヴャチェスラフ・モロトフの政治回顧録によると、ベリヤはモロトフに対し、スターリンに毒を盛ったことを自慢したとされる。ロシアの作家エドワード・ラジンスキーの著書『スターリン』にもこのことは記述されており、公表される兆候もあったという。モロトフの回顧録は、新たに公開された膨大なロシアの機密文書、スターリンの元ボディガードが出版した回想録、その他のデータに基づいたものである。スターリンが意識不明の状態で発見されてから数時間、医師の助けが拒否されたことや、治療にワルファリンが使用されたことが示唆されたことも報告されている。2006年、ロシアの週刊誌にて、ロシア公文書館でスターリン暗殺説を裏付ける有力な証拠が発見されたと報じられた。その文書記録によると、内容は、倒れたスターリンに対する治療が毒物接種時に施される物で、当初言われていた症状での治療法では絶対にあり得ない治療法を施していたことなどが記されていた。

### 失脚

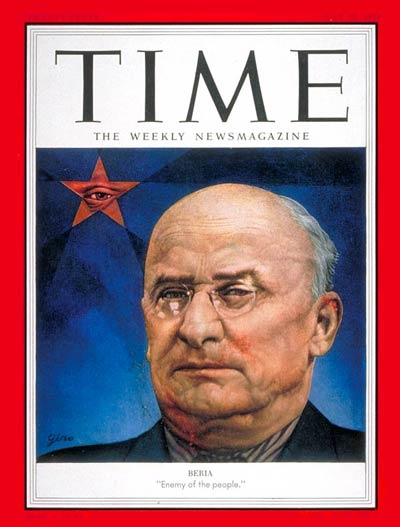
タイム誌の表紙を飾るベリヤ

スターリンの死後にベリヤは第一副首相に任命され、またMVD（後にMGBと合併）の長官に再任された。彼の同盟者のマレンコフは新首相となり、ポスト・スターリン指導体制下における最高実力者となった。当時ベリヤは組織の中ではナンバー2であったが、マレンコフの指導力の欠如もあり、実質的にベリヤが最高指導者の地位にあった。フルシチョフは党書記となったが、首相職より重要性の低い地位とみなされた。スターリンの死後、ベリヤは自由化の最前線に立った。医師団陰謀事件を公式に「でっちあげ」として非難したベリヤは、ソロモン・ミホエルス殺害事件を調査し、解決した。また大赦を実施して、100万人以上の非政治犯を強制労働キャンプから解放した。1953年4月には、ソヴィエトの刑務所における拷問の使用を禁止する命令に署名している。彼はまた、ソヴィエト連邦下の非ロシア民族国家に対する、より自由な政策の実施を示唆した。
ベリヤは東ドイツの共産政権に、自由経済と政体改変を許可するように勧告すべきであると、政治局員と閣僚を説得し、政治経済問題の意思決定過程における党組織の役割を軽くするよう画策した。評論家の中には、スターリンの死後のベリヤの自由な政策が、自らの権力維持のための戦術であったと看做す者もいる。彼ら評論家は、たとえベリヤが真剣であったとしても、ベリヤ自身の過去のために、ソヴィエト連邦における政治の自由化をリードする役割を担うことは不可能であったし、結局その役割は後にフルシチョフの手に帰することになったのだ、と語る。ソヴィエトの改革者にとっての本質的な課題は、秘密警察を党の管理の元におくことであったが、ベリヤにとって秘密警察は彼自身の権力の基盤であったがために、それを実行することはできなかった。
また、ある評論家によれば、ベリヤは真の改革的な政策を代表する人物であったが、彼の失脚によって、ソヴィエトの改革が40年遅れたのだ、とも言う。彼の行状を見れば、ベリヤの自由化政策の内にある動機に党指導者たちが疑念を抱いたのは、驚くにあたらない。フルシチョフは、ベリヤ・マレンコフの同盟とは対立していたが、最初のうちは、2人の枢軸に歯が立たなかった。1953年6月、東ベルリンにおいて、東独共産政権に対する民主化デモが勃発したが、これはフルシチョフにとってベリヤを失脚させる好機であった。このときベリヤは、ドイツ統合と冷戦の終結を喜んでアメリカに差し出した。これは手法としては現実的だったが、それと引き換えにアメリカに、第二次大戦中のように自分たちの援助を引き出すつもりなのではないか、という疑惑を生じさせた。この東ドイツでのデモが引き金となり、モロトフ、ブルガーニンらは、ベリヤの政策は危険であり、ソヴィエト権力を揺るがすものであると断じた。ドイツでのデモの数日間に、フルシチョフは、ベリヤに対するクーデターを支持するよう指導者たちに説いて回った。この時、ベリヤの同盟者であったマレンコフでさえ、彼を見捨てたのである。

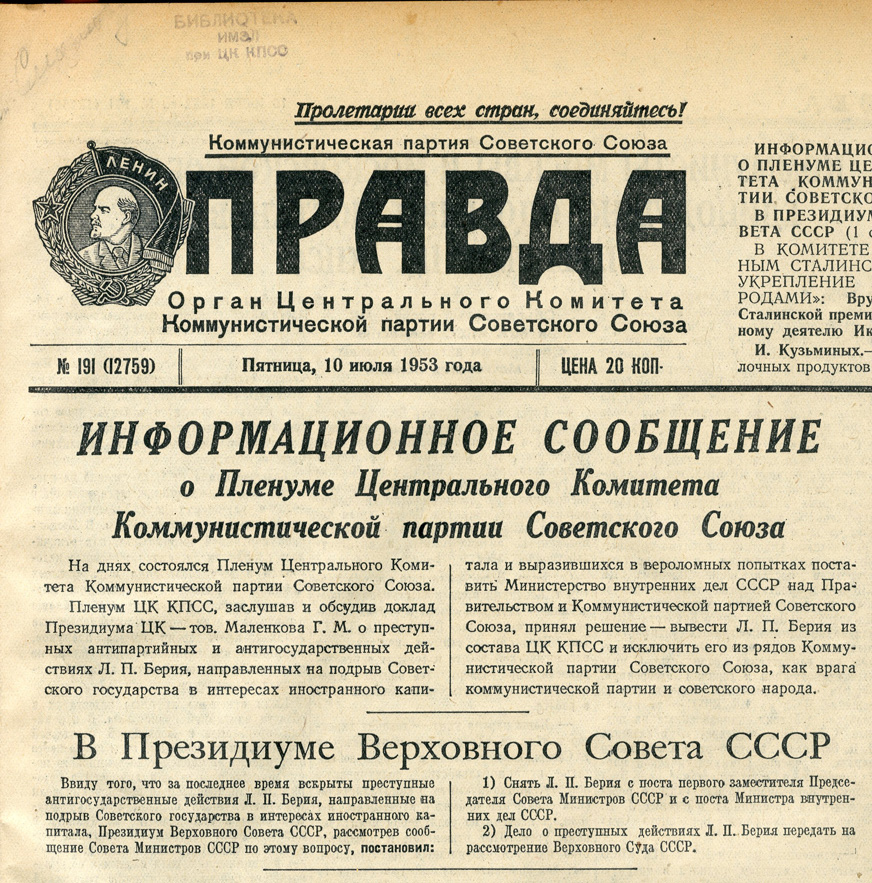
ベリヤ解任に関する公式発表（プラウダ）

ベリヤ失脚の経緯については、多くの異説がある。最新の研究によると、1953年6月26日、フルシチョフは政治局会を招集し、同会合において、「ベリヤが英国諜報機関に雇われていた」と攻撃し始めた。完全に不意を突かれたベリヤは「一体何が始まるんだね？ニキータ・セルゲイヴィチ？」と尋ねた。モロトフやほかの政治局員もベリヤを非難し、フルシチョフがベリヤの即時解任の動議を提案すると、マレンコフが机のボタンを押した。これは近くの部屋で待機していた元帥のゲオルギー・ジューコフと、その他の軍人たちへの合図であった。彼らはすぐに部屋に殺到しベリヤを取り押さえ、「国家反逆罪容疑」で逮捕した。ジューコフら軍部がフルシチョフら反ベリヤ派を支持したことにより、NKVDがベリヤの逮捕に反対しないことは確実となった（後述の現場殺害説が正しく、既に救出や抵抗が意味を為さなかった可能性もある）。
ベリヤは最初レフォルトヴォ刑務所に連行され、その後キリル・モスカレンコの司令部に移された。モスカレンコはモスクワ地区空軍防衛司令官であり、戦争中のフルシチョフの友人であった。ベリヤの逮捕は、彼の主要な側近たちが逮捕されるまで秘密にされた。ベリヤの支配下にあったモスクワのNKVDの軍隊は、常備軍によって武装解除された。プラウダは7月10日になって、ベリヤの逮捕を報道した。報道ではこれをマレンコフの「手柄」とし、ベリヤの“党と国家に対する犯罪”について言及した。
ベリヤが逮捕されるまで、政府要人の警護要員は秘密警察の管理下にあった。このため、ベリヤを逮捕するまさにその時まで、政府首脳陣の身体的安全はベリヤの手中にあり、このことが首脳部を悩ませ非常に慎重にさせた、とフルシチョフはのちに回想している。ベリヤ逮捕後は、警護要員は警護している人物からの命令のみに従うようにと指揮系統が変更された。のちにフルシチョフが失脚したときには、彼の警護要員は失脚直前にひそかに入れ替えられていた。

### 最期
同年12月にベリヤ、メルクーロフ、コブロフ、セルゲイ・ゴグリッゼ、デカノゾフ、メシク、ヴロジミルスキーの7人は「イギリスの諜報機関と結託し、秘密警察を党と国家の上に置いてソヴィエトの権力を掌握しようとしたスパイである」と報道された。ベリヤは特別法廷において弁護人・弁明権無しで裁判にかけられた。裁判の結果ベリヤは死刑判決を受けた。モスカレンコによると、死刑判決が下った時ベリヤは膝を突いて泣きながら慈悲を乞い、助命嘆願をしたという。しかしベリヤはルビヤンカの地階に連行され、彼と彼の部下は1953年12月23日にパーヴェル・バチツキーによって銃殺刑に処された。ベリヤの遺体はモスクワの森の周辺で火葬された後に埋葬された。54歳没。

### 最期に関する異説
フルシチョフの証言によると、ベリヤは配下の秘密警察を使ってソ連政府要人すべてを監視し、誰でも好きなときに逮捕・投獄・処刑できるだけの証拠を握っていた。そのため彼を排除するには不意討ちが絶対の条件で、フルシチョフを含むソ連首脳部はひそかに作戦を練り、定例会議を装ってベリヤを会議室に呼び出し、合図でいっせいに襲いかかって首を絞めたという。また同じく会議の席上でベリヤを捕縛しようとした際に激しく抵抗したため、イワン・コーネフがピストルを抜いて射殺したという証言（1964年）もある。さらにベリヤの息子を含む他の人々によれば、ベリヤの家が1953年6月26日に軍隊により襲撃され、ベリヤはその場で射殺され、その後、特別法廷のメンバーであるニコライ・シュヴェルニクが息子に対して「君はもう父親には生きて会えない」と言ったという。

## 死後
ベリヤの死後MGB（国家保安省）はMVD（内務省）から分離され、省から委員会（KGB）に降格となった。またニキータ・フルシチョフはKGB議長の政治局員への任用を禁じたが、この措置はレオニード・ブレジネフ時代の1973年4月27日に当時のKGB議長ユーリー・アンドロポフが政治局員となったことで破られた。
2000年5月にロシア最高裁判所は、ベリヤの家族による1953年の有罪判決の取り消しを求める申し立てを却下した。この申し立ては誤った政治的な告発の犠牲者の復権のために設けられたロシア共和国の法に基づくものであった。法廷は「ベリヤは人々への弾圧の組織者であり、それ故犠牲者とは見なされ得ない」と述べた。

## 家族
ベリヤの妻と息子は労働キャンプに送られたが、生き延びてその後釈放された。ベリヤの妻のニーナは、追放先のウクライナで1991年に死去し、息子のセルゴ・ベリヤは、2000年10月に死去した。彼は父親を弁護し続けた。また、セルゴは科学者であり、父の死後はベリヤ姓を名乗ることを禁止され、母のニーナの旧姓であるゲゲチコリ（Гегечкори）姓を名乗った。手記「我が父ラヴレンチー・ベリヤ」（日本語は未翻訳）を著している。

## 著書
著書に「共産党の初期過程の基本問題」「ザカフカースにおけるボリシェヴィキ組織の歴史」などがある。ベリヤ失脚後、同書は悉く回収された。

## 漁色・性的暴行
1953年6月のベリヤの逮捕後の裁判で、ベリヤによるおびただしい件数の強姦と性的暴行が明らかになった。
ベリヤは大変な漁色家であり、誘惑を断ったが最後、その女性とその家族に死が待っていると恐れられた。暇があれば部下と共にモスクワ内にいる好みな女性を捕えて強姦・性的暴行をし、自分の命令に従わない者は殺害をしていた。流石に苦情が出たものの、スターリンも黙認していたため被害者は泣き寝入りせざるを得なかった。ある夜、ベリヤは通行人である未成年の女性をいつものように車に乗せ、本部に連行した後解放した。女性は帰宅しても何があったか両親に話そうとせず、結局その事件を苦に自殺してしまった。遺体を解剖した医師によれば、彼女の体にははっきりと暴行された形跡が見られたという。彼女の父親はベリヤの護衛を務めた警備隊長で、のちにベリヤが政争に敗れて処刑される際には処刑の執行人となりたいと嘆願したが、政府から「私刑は認められない」という理由で要望は聞き入れられなかった。また、米国の外交官と交際していた女性にベリヤが迫ったところ、ひどく嫌がられ関係を拒否されたため、ベリヤは「収容所の埃となれ！」と言い放ち「米国のスパイ」という罪状で彼女を強制収容所送りにしてしまった。
ベリヤに対するこれら非難は近年まではソヴィエト連邦内外の政敵によるプロパガンダとして片付けられていたが、ベリヤが女性を暴行し、政治的な犠牲者を私的に拷問し、殺害していたという疑惑は歴史的な証拠を得つつある。ベリヤの性的倒錯、性的サディズムの最初の嫌疑は、1953年7月10日のベリヤ逮捕の2週間後に党中央委員会本会議においてニコライ・シャターリン党中央委員書記によって告発された。シャターリンはベリヤが多くの女性と性的交渉を持ち、娼婦との関係の結果梅毒にかかったと述べ、ベリヤと交渉をもった25人の女性のリストについて言及した。やがてこの非難はより劇的な展開を迎える。フルシチョフは彼の死後に出版された回想録において「我々は100人以上の女性の名前を記したリストを見せられた。彼女たちはベリヤの部下によって、ベリヤの元へ連れて行かれたのだ。彼はいつも同じ手口を使った。女性が彼の家に到着すると、ベリヤは彼女をディナーに招待する。そしてスターリンの健康を祈って乾杯しようと持ち掛ける。その乾杯のワインには睡眠薬が混入されていたのだ」と述べている。
1980年代にはベリヤが10代の女性たちを強姦したという噂まで出始めた。ベリヤの伝記を著したアントン・アントーノフ＝オフセーエンコはあるインタビューにおいて、ベリヤが複数の若い女性たちの中から1人をレイプするために選び出す際、彼女たちに強いたといわれる明らかに倒錯した行為について語っている。このときに行ったとされる行為は、「ベリヤのフラワーゲーム」と名づけられている。それは、部下に5人ないし7人ほどの少女を連れてこさせ、靴だけ履かせたまま彼女たちに服を脱がせた上で、頭を中心に向けた四つんばいの姿勢で円陣を作らせるというものだった。ベリヤは歩き回りながら彼女たちを品定めして、そのうち1人の脚をつかんで引っ張り出して連れ去り、レイプしたという。2003年12月、ロンドンの日刊紙 デイリー・テレグラフは「（トルコ大使館で）キッチンのタイルが改装された際、大きな大腿骨と小さな足の骨が発見されたのは、ほんの2年前のことだった。この大使館で17年働いているインド人のアニルは、地下室で彼が発見した人間の骨が入ったプラスチックのバッグを見せてくれた」と報じた。政治的に動機付けされた非難として、性的虐待とベリヤに対する強姦告訴については、妻のニーナ、息子のセルゴといった近親者と、元ソビエト情報部長官パヴェル・スドプラトフによる議論がある。
歴史学者のサイモン・セバーグ・モンテフィオーリによると、ベリヤは個人的知り合いであるアブハジアの指導者ネストル・ラコバが1936年末に粛清された後、その家族を拷問にかけた。彼の未亡人サリヤは独房で毎日拷問にかけられ、衰弱死。息子ラウフは死ぬほど叩かれ、その後強制収容所送りになったという。後に生還している。モンテフィオーリは、ベリヤについて「強迫観念的な堕落行為をほしいままにする自身の力を利用した性犯罪者」と暴露している。
ベリヤは小さな子供を拷問・強姦するために、自分の事務室に隣接した特別室を独占したという。

## 逸話
- スターリンと共にヤルタ会談に出席した際に、スターリンはアメリカのルーズベルト大統領に対して、ベリヤを「うちのヒムラーです」と紹介した[23]。
- ベリヤ逮捕後に押収された彼のカバンからは、赤いインクで「警戒」の文字がびっしり書き込まれた紙片が発見された。身柄を確保される直前の会議で彼への批判が行われた時に、身の危険を感じて警備隊に助けてもらおうとメモしたものであるという[24]。
- 諜報活動を束ねていたベリヤはヒトラーの侵攻を予想できず、誤った報告をスターリンに知らせ続けたため、ソ連は緒戦に大敗北を喫した。ベリヤは、日本にいた労農赤軍参謀本部第4局（現在のロシア連邦軍参謀本部情報総局）所属の諜報員リヒャルト・ゾルゲの貴重な報告をにぎりつぶし、ゾルゲの処刑に見て見ぬ振りをするばかりか、彼の上司のベルジンを粛清。さらにゾルゲの妻エカテリーナ・マクシモワは1942年9月4日に逮捕され、1943年3月にクラスノヤルスクに流刑となり、同年7月同地で脳内出血により死去した[25][26]。